# Hajla
Hajla (en alfabet ciríl·lic serbi: Хајла; Albanés: Hajlë) és una muntanya situada entre les fronteres de Kosovo i Montenegro. Té diversos cims que arriben als 2000 metres, el més alt amb 2403 metres que també s'anomena Hajla. El vessant nord conté la formació del riu Ibar, i al seu vessant sud hi ha l'origen del riu Bistrica e Pejës (o Pećka Bistrica). Hajla és també la muntanya més alta de la part nord de les Muntanyes Maleïdes dels Balcans. A Kosovo, Hajla forma part dels 25 km de llarg del canó de Rugova. La ciutat més propera a Hajla és Rožaje, a Montenegro.

## Cims més alts
- Hajla (2403m)
- Hajla i Vëranocit (2281m)
- Maja Dramadol (2120m)
- Hajla i Shkrelit (2011m)